# اس‌اس مریون
اس‌اس مریون (به انگلیسی: SS Merion) یک زیردریایی بود که طول آن ۱۶۱٫۷ متر (۵۳۰ فوت ۶ اینچ) بود. این زیردریایی در سال ۱۹۰۱ ساخته شد.